# Mary Hays
Mary Hays (1759–1843) foi uma intelectual autodidata que publicou ensaios, poemas, romances e diversas obras a respeito de mulheres famosas (ou infames). Ela é lembrada por seu feminismo precoce e por suas relações próximas com pensadores dissidentes e radicais de sua época, incluindo Robert Robinson, Mary Wollstonecraft, William Godwin e William Frend. Hays nasceu em 1759 numa família de dissidentes protestantes que rejeitavam as práticas da Igreja da Inglaterra (a igreja estabelecida). Descrita por seus antagonistas, em uma publicação na revista The Anti Jacobin Magazine, como "a discípula mais direta de [Mary] Wollstonecraft" pela The Anti Jacobin Magazine, Hays também foi atacada pelo clérigo Robert Polwhele, que a chamou de "fêmea dessexuada", e provocou controvérsias durante toda a sua vida, que foi longa, devido à rebeldia presente em seus escritos. Quando John Eccles, noivo de Hays, morreu na véspera do casamento, ela chegou a pensar que morreria de tristeza. Essa aparente tragédia, no entanto, também permitiu que ela escapasse de uma vida comum de esposa e mãe, já que Hays se manteve solteira. Ela pôde, enquanto escritora, ter uma carreira que permitiu que participasse de um mundo mais amplo.
Hays foi influenciada por A Vindication of the Rights of Woman, de Mary Wollstonecraft. Depois que Hays escreveu a Wollstonecraft contando de sua admiração, as duas se tornaram amigas. A reação negativa que se seguiu à morte de Wollstonecraft e à publicação póstuma das suas Memórias impactou as obras que Hays viria a escrever mais tarde, consideradas mais conservadoras por alguns estudiosos. Entre essas produções posteriores está Female Biography: or Memoirs of Illustrious and Celebrated Women of All Ages and Countries, um compêndio de seis volumes no qual Wollstonecraft não é mencionada, ainda que Hays tenha escrito um extenso obituário dela para o The Annual Necrology pouco tempo depois de Godwin publicar as controversas Memórias. Se Wollstonecraft foi negligenciada no século XIX, Hays e sua obra receberam ainda menos atenção da crítica ou de academia antes do surgimento do movimento feminista no século XX.

## Primeiros anos
Mary Hays nasceu em Southwark, Londres, em 4 de maio de 1759. O pais dela eram John e Elizabeth Hays, que eram dissidentes da Igreja Anglicana. A família morava no distrito de Southwark, em Londres, na Gainsford Street. O pai dela morreu jovem, deixando para a filha um rendimento anual de 70 libras por ano, desde que ela não se casasse sem a aprovação da mãe. Os anos iniciais da educação de Hays foram moldados pela poesia, pelos romances e pelos debates sobre religião e política que aconteciam nos encontros entre os dissidentes.
Em 1777, ela conheceu John Eccles, por quem se apaixonou. Os pais de ambos se opuseram à união, mas eles continuaram a se encontrar em segredo e trocaram muitas cartas entre os anos de 1779 e 1780. Em agosto de 1780, logo depois de Eccles conseguir um emprego que permitiria que ele se casasse com Hays, ele morreu repentinamente. Eccles deixou todos os seus papéis para Hays, inclusive as cartas que ela havia enviado para ele. O primeiro livro dela, que não foi publicado em vida, foi inspirado nessas cartas, copiadas e depois editadas para então se tornarem um romance epistolar semiautobiográfico. Hays escreveu: "Tudo que me era prazeroso – e todas as perspectivas para a minha vida futura – foram enterrados junto com ele".
Após um ano em luto, Hays passou a se dedicar à vida intelectual e à escrita. O primeiro poema publicado por ela, "Invocation to a Nightingale", apareceu em 1871 na revista Lady’s Poetical Magazine. Dentre suas publicações subsequentes estão dois poemas de 1875 e um conto, "Hermit: an Oriental Tale", que foi publicado em 1786 e reimpresso duas vezes. Trata-se de um conto pitoresco que advertia contra a paixão excessiva.
De 1782 a 1790, Hays trocou cartas com Robert Robinson, um clérigo que fazia campanha contra o tráfico de escravos. No final da década de 1780, ela frequentou a escola de Hackney, estabelecida por dissidentes.

## Sucesso literário
Em 1791, Hays publicou o panfleto Cursory Remarks on An Enquiry into the Expediency and Propriety of Public or Social Worship, sob o pseudônimo Eusebia, em resposta à crítica que Gilbert Wakefield fizera à adoração comunitária. O matemático William Frend, de Cambridge, escreveu a ela uma carta entusiasmada a respeito do panfleto. Essa troca acabou se transformando num breve romance.
Em 1792, Hays ganhou uma cópia de A Vindication of the Rights of Woman, de Mary Wollstonecraft, e ficou profundamente impressionada. Ela então contatou o editor do livro, Joseph Johnson, o que levou à sua amizade com Wollstonecraft e ao seu envolvimento com o círculo intelectual jacobino de Londres. Em seguida, Hays escreveu um livro, Letters and Essays (1793), e convidou Mary Wollstonecraft para comentá-lo antes da publicação. Embora a recepção tenha sido mista, Hays ainda assim decidiu sair de casa e tentar viver através da própria escrita. Ela se mudou para a zona de Hatton Garden, em Londres. Como não tinha dinheiro para comprar o livro Inquérito sobre Justiça Política, de William Godwin, tomou a liberdade de escrever para o autor para pedi-lo emprestado. Isso levou a uma amizade, dentro da qual Godwin agia como guia e professor. Hays agiu conforme a demanda de Wollstonecraft para que as mulheres assumissem o controle de suas próprias vidas, saindo da casa da mãe a fim de viver como uma mulher independente em Londres. Essa decisão era extraordinária e pouco usual para uma mulher solteira na época em que ela vivia: sua mãe ficou horrorizada e os amigos a criticaram. Mesmo que a família de Hays vivesse à margem da cultura britânica convencional, a mãe dela não aprovava a rebelião social da filha.

## Emma Courtney
O próximo trabalho de Hays, Memórias de Emma Courtney (1796), é provavelmente sua obra mais conhecida. Os experimentos dela com "a ideia de ser livre" e a decepção amorosa que sofreu devido ao caso que teve com Frend viraram assunto do livro.
O romance faz uso das cartas de amor escritas a William Frend (que acabou se mostrando pouco receptivo a elas) e inclui também conteúdos derivados das cartas mais filosóficas que trocou com William Godwin. A heroína, Emma, apaixona-se por Augustus Harley, embora fosse filho de um amigo muito próximo, não possuía uma fonte de renda. Ao compreender que ele não teria como bancar um casamento, ela se oferece para viver como se fosse sua esposa, mas sem se casar. Emma diz ao personagem inspirado em Frend que o desejo que sentia por ele estava acima de qualquer outra consideração: reputação, status e até mesmo a castidade. No discurso mais famoso do livro, Emma faz um trocadilho com o nome de Frend: "Meu amigo" ("my friend", no original), ela apela, "eu estava disposta a me entregar a você – não era um presente sem valor." Na vida real, assim como no romance, Frend rejeitou Hays.
A inclusão no romance das cartas reais que Hays havia trocado com Godwin e Frend chocou os leitores. A desonra de Hays tornou-se uma fofoca muito comentada na comunidade editorial de Londres, em que todos se conheciam. Em 1800, a escritora escocesa Elizabeth Hamilton publicou Memoirs of Modern Philosophers, um romance que satirizava Hays ao caracterizá-la como uma mulher obcecada por homens e sedenta por sexo, e Hays virou motivo de chacota em toda a Grã-Bretanha.

## Últimos anos

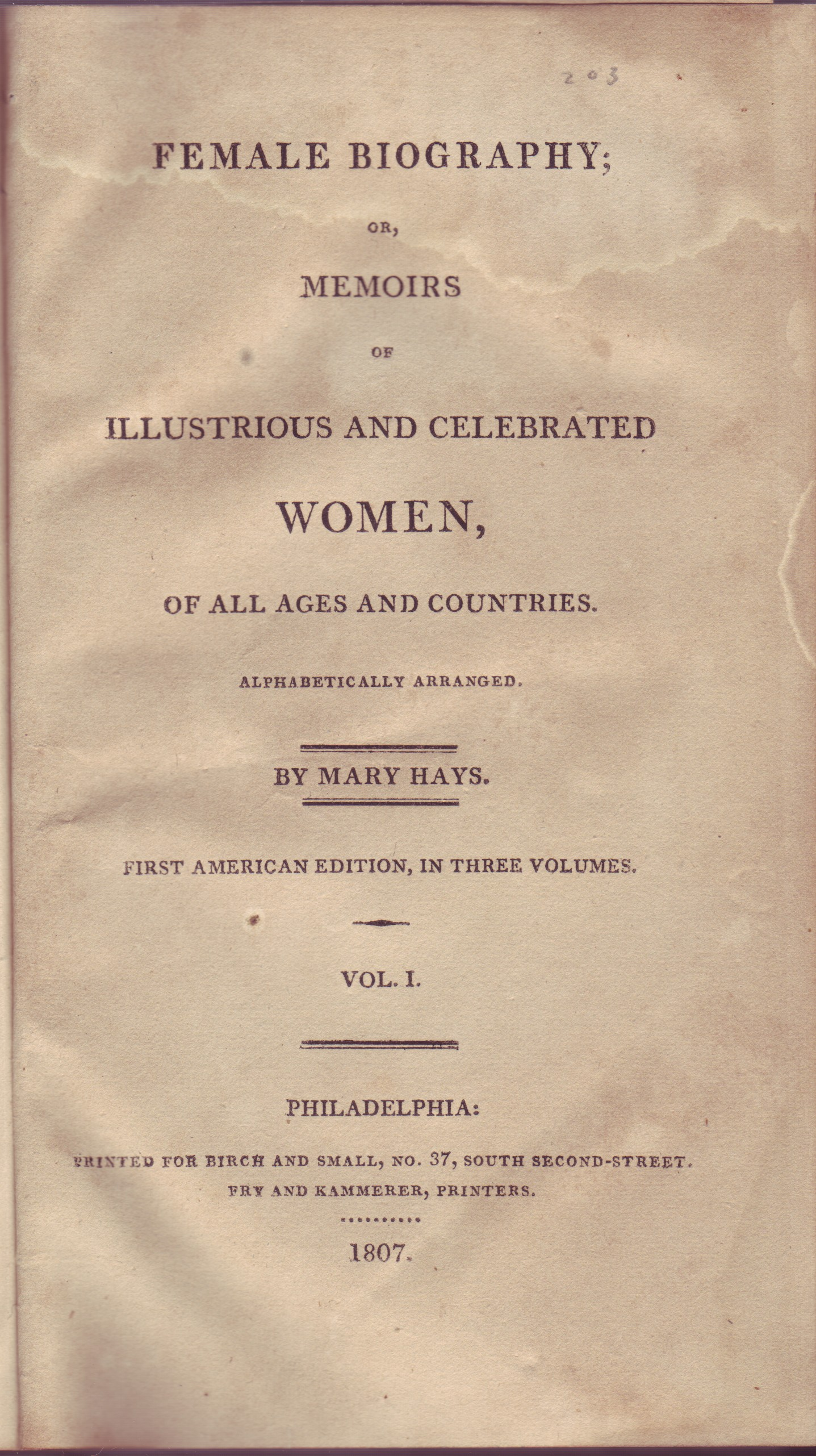
Folha de rosto de Female Biography, or, Memoirs of Illustrious and Celebrated Women (primeira edição americana, 1807)

Hays e Godwin se desentenderam, e ela voltou sua atenção para outros escritores, incluindo Robert Southey e, infelizmente, Charles Lloyd. Não há nenhum retrato conhecido dela mais velha, mas Samuel Taylor Coleridge a descreveu como "uma criatura feia vestindo uma anágua" (embora o verdadeiro problema para Coleridge tenha sido o fato de ela ter discutido sobre teologia com ele). O romance seguinte dela, The Victim of Prejudice (1799), é mais enfaticamente feminista enfocando o status secundário das mulheres e criticando hierarquias de classe. Hays foi considerada radical demais e o livro dela vendeu pouco. Em 1803, ela mais uma vez demonstrou seu interesse nas vidas e no trabalho das mulheres ao publicar Female Biography, um livro em seis volumes apresentando a vida de 294 mulheres, abrangendo desde a antiguidade até figuras que eram praticamente contemporâneas de Hays. Alguns estudiosos afirmam que, a essa altura, Hays tinha percebido que era perigoso elogiar Mary Wollstonecraft e, por isso, ela foi omitida do livro. Outros argumentam que Hays não tinha muito a perder e que omitiu Wollstonecraft por outros motivos – a razão que ela deu foi que Wollstonecraft tinha morrido há muito pouco tempo, além de que Hays já tinha escrito um longo obituário que talvez pudesse ser considerado parte de Female Biograpgy.
Depois de usar a renda que obteve com Female Biography para se mudar para a área de Camberwell em 1804, Hays acabou se tornando conhecida por mais figuras literárias da época, incluindo Charles e Mary Lamb e William Blake . Os últimos vinte anos da vida dela foram difíceis: ela não conseguiu ganhar muito dinheiro e seu trabalho recebeu apenas elogios moderados. Durante esse período, Hays publicou Memoirs of Queens, Illustrious and Celebrated (1821). Em 1824, retornou a Londres, onde morreu no dia 20 de fevereiro de 1843. Ela foi enterrada no Cemitério Abney Park, em Church Street, Stoke Newington, Londres.

## Legado
Mary Hays foi homenageada na instalação The Dinner Party, de Judy Chicago, tendo seu nome listado no Heritage Floor, perto do lugar à mesa ocupado por Mary Wollstonecraft. As cartas de Hays estão armazenadas na Biblioteca Pública de Nova York, na Fundação Astor e Tilden, graças ao trabalho da Dra. Gina Luria Walker.

## Lista de obras
Todas de autoria de Mary Hays; as datas são das primeiras edições.
- Cursory remarks on an enquiry into the expediency and propriety of public or social worship: inscribed to Gilbert Wakefield (as Eusebia). London: Knott, 1791.
- Letters and essays, moral, and miscellaneous. London: Knott, 1793.
- Memoirs of Emma Courtney (2 volumes). London: G.G. & J. Robinson, 1796.
- Appeal to the men of Great Britain in behalf of women (as Anonymous). London: J. Johnson and J. Bell, 1798.
- The victim of prejudice: In two volumes. London: J. Johnson, 1799.
- Female Biography, or Memoirs of Illustrious and Celebrated Women of All Ages and Countries (6 volumes). London: R. Phillips, 1803.
- Harry Clinton: a tale for youth. London: J. Johnson, 1804.
- Historical Dialogues for young persons (3 volumes). London: J. Johnson, 1806 [-1808].
- Family annals, or, The sisters. London: W. Simpkin & R. Marshall, 1817.
- Memoirs of Queens, illustrious and celebrated. London: T. & J. Allman, 1821.
- The Love-Letters of Mary Hays (1779–1780). Ed. A.F. Wedd. London: Methuen, 1925. Posthumous.